# Тансоннят
Тансоннят (на английски: Tan Son Nhat Intetnational Airport, на виетнамски: Cảng hàng không Tân Sơn Nhất или Sân bay quốc tế Tân Sơn Nhất) е международно летище, разположено на 6 km северно от Хошимин, Виетнам.
Оборудвано с писта 4D клас, която има дължина 3048 m и широчина 45 m, 3800 m и широчина 45 m. Покритието е от бетон, което позволява приземяване на самолети Ан-24, Ту-134, Ту-154, Як-40, Як-42, Airbus A330, Boeing 747 с максимален товар 100 тона.